# Fritz Ohlig
Fritz Ohlig (* 20. Januar 1902 in Striegau; † 27. Juni 1971 in Oldenburg) war ein deutscher Politiker (SPD) und Abgeordneter des deutschen Bundestages.

## Leben
Von Beruf Steinmetz, trat Ohlig 1919 der Sozialistischen Arbeiterjugend (SAJ) bei, später auch der SPD. Im Jahr 1924 wurde er Jugendsekretär des Landesverbandes Schlesien der SAJ, zwei Jahre später Jugend- und Bildungssekretär im SPD-Bezirk Mittelschlesien. Im Jahr 1930 wurde er Geschäftsführer des Arbeiterjugend-Verlages und Verbandskassierer der SAJ Deutschlands. 
Ohlig war von 1933 bis 1934 im KZ Brandenburg und nach dessen Schließung im KZ Oranienburg inhaftiert. Mitte 1934 wurde er entlassen und arbeitete in den nächsten Jahren in seinem erlernten Beruf als Steinmetz, ab 1936 war er als Buchhalter tätig, wurde aber aus politischen Gründen entlassen. Im Zweiten Weltkrieg war er von 1941 bis 1945 als Soldat eingesetzt und befand sich bis 1947 in französischer Kriegsgefangenschaft. Nach seiner Entlassung arbeitete er zunächst wieder als Steinmetz, wurde aber ab November 1947 Bezirkssekretär im SPD-Bezirk Weser-Ems. 
Er zog 1949 als direkt gewählter Abgeordneter des Wahlkreises Delmenhorst - Wesermarsch und 1953 über die Landesliste Niedersachsen in den Deutschen Bundestag ein. Ohlig war während seiner Zeit im Bundestag ab Juni 1951 ordentliches Mitglied im Ausschuss für Lastenausgleich und ab Oktober 1952 im Haushaltsausschuss. Nur in der ersten Wahlperiode war er Mitglied im Ausschuss für Berlin und im Ausschuss für innergebietliche Neuordnung. Nach seinem Ausscheiden aus dem Parlament 1957 wurde er Landessekretär der SPD in Baden-Württemberg und blieb dies bis 1964. In den nächsten zwei Jahren war er hauptamtlicher Mitarbeiter beim SPD-Parteivorstand, anschließend blieb er bis zu seinem Tod 1971 Mitglied der Kontrollkommission der SPD.

## Weblink
- Archiv der Friedrich-Ebert-Stiftung

| Personendaten    | Personendaten                  |
| ---------------- | ------------------------------ |
| NAME             | Ohlig, Fritz                   |
| KURZBESCHREIBUNG | deutscher Politiker (SPD), MdB |
| GEBURTSDATUM     | 20. Januar 1902                |
| GEBURTSORT       | Striegau                       |
| STERBEDATUM      | 27. Juni 1971                  |
| STERBEORT        | Oldenburg                      |